# Sulfonzuur
Een sulfonzuur is een organische verbinding waarvan de structuur kan gezien worden als zwavelzuur waarin een van de hydroxylgroepen vervangen is door een organische restgroep. Als derivaten van zwavelzuur zijn de sulfonzuren sterke organische zuren. Zouten en esters van sulfonzuren worden sulfonaten genoemd.
Sulfonzuur zelf kan ook beschouwd worden als een hypothetisch zuur met de formule H-S(=O)2-OH. Deze verbinding is het minder stabiele tautomeer van zwaveligzuur. Sulfonzuur wordt dus snel omgezet in dit zuur, als het al gevormd zou worden. Derivaten van sulfonzuur waarin het waterstofatoom direct aan het zwavelatoom vervangen is door een organische groep zijn wel stabiel. Zij vormen zouten en esters die eveneens als sulfonaten worden aangeduid.

## Sulfonzuren

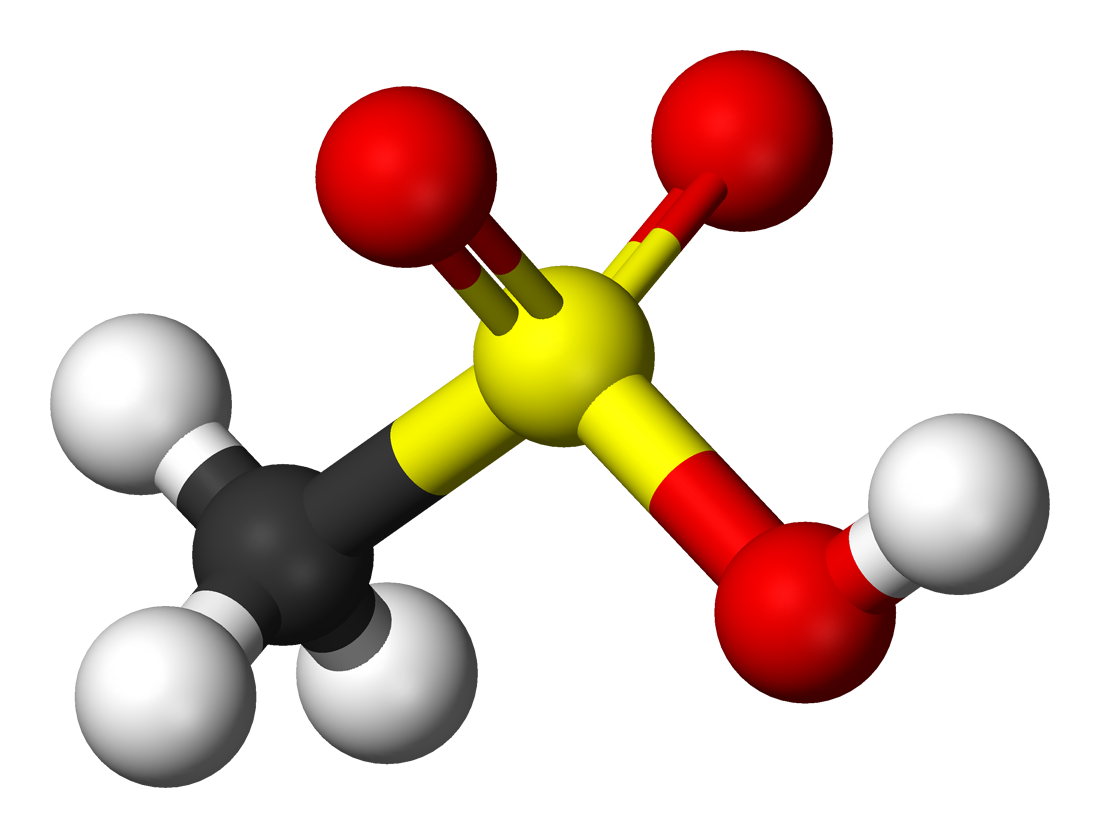
Molecuulmodel van methaansulfonzuur
zwavel
zuurstof
waterstof

Sulfonzuren vormen een klasse organische zuren met de algemene formule R-S(=O)2-OH, waarin R meestal een koolwaterstofketen vormt. Sulfonzuren zijn sterkere zuren dan de overeenkomstige carbonzuren, zij hebben de unieke eigenschap sterk aan eiwitten en koolhydraten te binden. De meeste textielkleurstoffen hebben daarom een sulfonzure groep als functionele groep in hun molecuul. Zij worden als katalysator en tussenstof gebruikt bij de bereiding van een groot aantal producten. Sulfonzure zouten, (sulfonaten waaronder lineair alkylbenzeensulfonaat en methylestersulfonaten) zijn belangrijk als detergent. Sulfonamiden beschikken vaak over een antibacteriële werking.
Het eenvoudigste sulfonzuur is methaansulfonzuur, CH3SO2OH. Deze verbinding wordt in de organische chemie regelmatig als reagens gebruikt. P-tolueensulfonzuur, chloorsulfonzuur en trifluormethaansulfonzuur zijn ook veel gebruikte reagentia.

## Sulfonzuurchloriden
Sulfonzuurchloriden vormen een groep van organische verbindingen met als algemene formule  R-SO2-Cl. Zij reageren snel met alcoholen tot sulfonzure esters.

## Sulfonzure esters
Sulfonzure esters vormen een groep verbindingen met de algemene formule R-SO2-OR. Sulfonzuurgroepen zijn goede leaving groups in nucleofiele substitutie- en eliminatiereacties.
De studie van deze stoffen valt binnen de organozwavelchemie.